# Liste der deutschen Botschafter in Finnland
Die Liste der deutschen Botschafter in Finnland enthält die jeweils ranghöchsten Vertreter des Deutschen Reichs und der Bundesrepublik Deutschland in Finnland. Sitz der Botschaft ist in Helsinki.

## Deutsches Reich
| Name                             | Amtszeit  | Anmerkungen      |
| -------------------------------- | --------- | ---------------- |
| August von Brück                 | 1918–1920 | Ministerresident |
| Erich Wallroth                   | 1920–1921 | Geschäftsträger  |
| Otto Göppert (1872–1943)         | 1921–1922 | Gesandter        |
| Julius Graf von Zech-Burkersroda | 1922–1925 |                  |
| Herbert Hauschild (1880–1928)    | 1925–1928 | Gesandter        |
| Martin Renner (1870–1956)        | 1929–1932 | Gesandter        |
| Hans Büsing                      | 1932–1935 | Gesandter        |
| Wipert von Blücher               | 1935–1944 |                  |

## Bundesrepublik Deutschland
| Name                         | Amtszeit  | Anmerkungen                                          |
| ---------------------------- | --------- | ---------------------------------------------------- |
| Reinhold Friedrich Koenning  | 1953–1956 | Generalkonsul                                        |
| Karl Kuno Overbeck           | 1956–1961 | Generalkonsul                                        |
| Heinrich Böx                 | 1961–1964 | Generalkonsul                                        |
| Günther Kempff               | 1965–1969 | Generalkonsul                                        |
| Detlev Scheel                | 1969–1974 | Generalkonsul; ab 1973 Botschafter                   |
| Klaus Simon                  | 1974–1979 |                                                      |
| Fritz C. Menne               | 1979–1984 |                                                      |
| Klaus Terfloth               | 1984–1989 |                                                      |
| Hans Peter Bazing            | 1989–1995 |                                                      |
| Berthold von Pfetten-Arnbach | 1995–1999 |                                                      |
| Henning von Wistinghausen    | 1999–2001 |                                                      |
| Cornelius Sommer             | 2001–2003 |                                                      |
| Hanns Heinrich Schumacher    | 2003–2007 |                                                      |
| Wilfried Grolig              | 2007–2010 |                                                      |
| Peter Scholz                 | 2010–2011 |                                                      |
| Thomas Götz                  | 2011–2014 |                                                      |
| Dorothee Janetzke-Wenzel     | 2014–2017 |                                                      |
| Detlef Lingemann             | 2017–2020 |                                                      |
| Konrad Arz von Straussenburg | 2020–2024 | Chef des Protokolls des Auswärtigen Amts (2017–2020) |
| Stephan Auer                 | 2024–     |                                                      |